# The Byrds
The Byrds (рус. Бëрдс; МФА: [bɜrdz]) — американская рок-группа, сформированная в Лос-Анджелесе в 1964. Состав группы неоднократно менялся, фронтмен Роджер Макгуинн — единственный постоянный член группы, игравший в ней с начала и до распада группы в 1973.
Группа известна прежде всего своими кавер-версиями песен Боба Дилана: «Mr. Tambourine Man» и «My Back Pages», Пита Сигера: «Turn! Turn! Turn!», а также собственными хитами «I’ll Feel a Whole Lot Better», «Eight Miles High» и «So You Want to Be a Rock ’n’ Roll Star».
«The Byrds» были популярной и влиятельной группой с середины 1960-х до начала 1970-х. Изначально группа играла фолк-рок с влиянием поп и фолк музыки групп Британского вторжения. Позже они расширили своё звучание такими жанрами как спейс-рок, психоделический рок, а в альбоме 1968 года «Sweetheart of the Rodeo» кантри-рок.
В 1991 году «The Byrds» были включены в Зал славы рок-н-ролла. В 2004 году в рейтинге «50 величайших исполнителей всех времён по версии журнала Rolling Stone» группа заняла 45 место.

## История

### 1964—1965
Группа была создана в 1964 году в Лос-Анджелесе начинающими калифорнийскими музыкантами — Роджером Макгинном, Дэвидом Кросби и Джином Кларком. Поначалу они именовали себя The Beefeaters. Молодых музыкантов вдохновляли поэтичные тексты Боба Дилана и энергичный мерси-бит The Beatles. Их мечтою было скрестить Дилана с Ленноном, фолк-музыку с роком. После некоторых размышлений трио остановилось на названии The Byrds — искажённое написание английского слова «птицы». В этом отразился интерес основателей группы к авиации: авиационные темы легли в основу целого ряда их песен.
Вскоре в коллектив влились басист/мандолинист Крис Хиллман и ударник Майкл Кларк, которому по причине нехватки средств приходилось репетировать на картонных коробках вместо ударных. В январе 1965 г. группа записала первый сингл: на новейшую песню Дилана «Mr. Tambourine Man» было наложено нестройное бренчание двенадцатиструнной гитары и вокальные гармонии в стиле Beach Boys. Замысловатые слова песни вкупе с непривычным звучанием электрических инструментов («джэнгл-поп») сделали из неё первый хит фолк-рока. Вскоре песня заняла первую строчку хит-парадов продаж по обе стороны Атлантики, а о The Byrds стали писать как об «американском ответе The Beatles». Кстати, сами участники ливерпульской четвёрки высоко ценили творчество своих заокеанских коллег, называли их «потрясающей, фантастической, клёвой, чумовой группой» и испытали определённое влияние The Byrds на своё творчество.
В июне 1965 г. в продажу поступил дебютный альбом группы, «Mr. Tambourine Man», в который вошли как оригинальные работы, так и перепевки народных песен. Вдохновлённая успехом этой пластинки, звукозаписывающая компания потребовала, чтобы до конца года музыканты выпустили новый альбом. Этот диск был записан наспех и появился на прилавках музыкальных магазинов уже в декабре. Вышедшая синглом песня Пита Сигера «Turn! Turn! Turn!», будучи начинена ветхозаветными цитатами, вернула The Byrds на первое место в Billboard Hot 100.

### 1966—1967
В начале 1966 года The Byrds — как самая успешная рок-группа Америки — решили отправиться с гастролями в цитадель новомодной рок-музыки — Лондон. Перелёт через океан навеял Кларку загадочные, импрессионистические слова песни «Eight Miles High», которая вошла в историю как первый шедевр психоделического рока. Звучание этой песни казалось странным, однако лишь немногие распознали тут влияние индийской музыки — большинство наблюдателей приписало загадочность слов и музыки наркотическому дурману. По этой причине «Eight Miles High» была запрещена на многих радиостанциях Америки и Европы, а сопутствовавший ей альбом «Fifth Dimension» (июль 1966 г.) показал более скромные цифры продаж, чем его предшественники.
Сильным ударом по группе обернулся уход из неё Джина Кларка, который написал большую часть её репертуара. Несколько лет спустя он было вернулся в коллектив, но продержался в его составе лишь три недели: панический страх авиаперелётов исключал его участие в концертных турах. В феврале 1967 г. оставшиеся участники записали четвёртый альбом «Younger Than Yesterday», в который вошло несколько откровенно посредственных треков. В этот период в группе обострилась борьба за главенство, на которое претендовал Дэвид Кросби. Его поведение вызывало неприятие у других участников группы: так, на фестивале в Монтерее он потребовал, чтобы всем женщинам и детям был роздан LSD, а затем стал выступать вместе с главными конкурентами The Byrds на ниве фолк-рока — группой Buffalo Springfield.

### Последние годы и распад группы (1968—1973)
Внутренние разногласия привели к исключению Кросби из состава команды. Его уход, впрочем, никак не отразился на качестве концептуального альбома «The Notorious Byrd Brothers» (январь 1968), который принято считать едва ли не самым последовательным и гармоничным диском The Byrds. Вместо Кросби к участию в группе был привлечён гитарист/клавишник Грэм Парсонс — ближайший друг Кита Ричардса из The Rolling Stones. Под его влиянием музыканты окунулись в новую для себя стихию кантри-рока. Они были первой рок-группой, выступившей в Нэшвилле — столице музыки кантри. Выход записанного с Парсонсом альбома «Sweetheart at the Rodeo» вызвал отчуждение части поклонников. Под нажимом лейбла вокал Парсонса был стёрт с дорожек этой пластинки, а сам Грэм спешно покинул группу.
После ухода основных участников классического состава середины 1960-х The Byrds фактически превратились в вывеску, под которой выходили сольные работы Макгуинна. В 1969 году Макгуинн, объединившись с Джином Кларком, под своим именем записал две песни для саундтрека к культовому фильму «Беспечный ездок». Одна из них, «Ballad Of Easy Rider», была позднее перезаписана новым составом The Byrds и дала название очередному альбому. В смысле коммерческого и творческого успеха возглавляемый Макгуинном коллектив уступал не только The Flying Burrito Brothers (совместному проекту Хиллмана и Парсонса), но и супергруппе Crosby, Stills, Nash & Young (у истоков которой стояли Дэвид Кросби, Стивен Стиллз, Грэм Нэш). В 1973 г. члены классического состава Макгуинн-Дж. Кларк-Д. Кросби-К. Хиллман-М. Кларк предприняли попытку воссоединения, записав один альбом, «Byrds» (март 1973), после чего группа The Byrds была распущена, на этот раз уже окончательно.

### После распада и McGuinn Clark & Hillman (1973—1981)
По джентльменскому устному соглашению марку The Byrds в дальнейшем музыканты могли использовать лишь при согласии всех пяти участников оригинального состава. Прощальным реверансом стало участие 4\5 (МакГуинн, Хилманн, Кросби и Майкл Кларк) участников классического состава в записи трека My New Woman для дебютного сольного альбома МакГуина в 1973 году.
В начале 1977 года МакГуинн, Хилманн и Джин Кларк стали периодически объединять усилия для совместных концертных выступлений. Выступая каждый с сольной программой во время одного отделения, во время последнего все трое объединялись для совместного исполнения хитов Byrds. Шестого декабря 1977 года в совместном концерте МакГуинна и Джина Кларка принял участие Дэвид Кросби, а в апреле 1979 года с трио на нескольких выступлениях играл и Марк Кларк. В конце 1978 года был подписан контракт со звукозаписывающей фирмой фирмой Capitol и в следующем году появился дебютный альбом трио McGuinn Clark & Hillman, оказавшийся в Top 40 США, как и ведущий сингл Don’t You Write Her Off. Стилистика проекта, правда, коренным образом отличалась от того, что исполняли Byrds. В данном случае это был высококлассный софт-рок, вызывающий аналогии больше с Crosby Stills & Nash и Eagles, чем бывшим коллективом участников. Во время записи второго альбома у Кларка опять начались проблемы с ментальным здоровьем и группа начала разваливаться. Capitol потеряли веру в проект и второй альбом City (1980) практически не получил необходимой поддержки по продвижению и прошел незамеченным.
МакГуинн и Хиллман ещё раз испытали судьбу выпустив в 1981 году совместный диск McGuinn-Hillman, но пластинка оказалась настолько ещё более нетипичной по сравнению с предыдущими работами музыкантов, что даже не попала в хит-парады.

### The Byrds Джина Кларка (1984—1988)
В 1984 году Джин Кларк попытался восстановить The Byrds, но МакГуинн и Хилманн отказались принимать участие, а Кросби, в тот момент, был более озабочен решением проблем с законом. Тем не менее, к участию в группе он сумел привлечь бывших участников Byrds Майка Кларка и Джона Йорка, гитаристов Рика Робертса, ранее игравшего в Flying Burrito Brothers c Хиллманом и Firefall, Блонди Чаплина из Beach Boys и бас-гитариста The Band Рика Данко. Шоу коллектива, изначально заявленное как A 20th Anniversary Tribute to the Byrds, многими промоутерами представлялось как концерт Byrds. Оставшаяся троица со снисхождением воспринимала гастрольную деятельность коллектива и Джин Кларк все чаще самолично стал использовать название Byrds для рекламы концертов. В ноябре 1985 года состав покинул Майкл Кларк и его заменил Грег Томас, ранее записывавшийся с МакГуинном и McGuinn Clark & Hillman. Вместо Рика Данко, ушедшего чтобы принять участие в очередном реюнионе The Band, и Блонди Чаплина пришли Карлос Бернал, бывший в 60х гг. роуди Byrds и рассматривавшийся тогда как вероятная замена покинувшему группу Грэму Парсонсу, Билли Дарнелл, игравший с МакГуинном в 70х, и прославленный клавишник Ники Хопкинс. Уже месяц спустя Byrds покинул Робертс, не намного дольше задержался и Хопкинс, а осенью 1987 года Бернала заменил Майкл Куртис. В апреле 1988 года Джин Кларк попал в больницу в связи с язвой и коллектив дал несколько выступлений без последнего участника исходного состава. После выздоровления, проведя ещё несколько концертов для погашения больничных счетов, Джин Кларк решает отказаться от названия The Byrds и коллектив продолжил выступления под названиями Gene Clark And The Firebyrds, либо, когда Кларк отсутствовал, Maps.

### Две версии The Byrds (1989—1993)
В декабре 1988 года МакГуинн, Хиллман и Кросби объявили, что дадут три концерта под вывеской The Byrds, боясь в дальнейшем потерять права на столь раскрученную торговую марку. Основанием к этому послужило, готовящееся турне бывшего барабанщика оригинального состава Майка Кларка под названием The Byrds featuring Michael Clarke. Состав дополнили Джон Джоргенсон и Стив Дункан из The Desert Rose Band Хиллмана. В свою же версию группы Марк Кларк привлек Скипа Баттина, Карлоса Бернала, а также ранее не имевших отношения к истории группы гитаристов Терри Джонса Роджерса и Джерри Сорна. Одновременно с этим во время турне Кларк незатейливо терял на афише последнюю букву в написании своей фамилии, обманом намекая на присутствие Джина Кларка в составе для непривередливого зрителя (Clarke соответственно становилось Clark). Сам же Джин Кларк, стараясь сохранить хорошие отношения с обеими сторонами, в данный момент находился вне игры. Неудивительно, что 14 апреля 1989 года МакГуинн, Хиллман и Кросби подали в суд на Майка Кларка в суд, обвиняя в нечестной рекламе, и попытались добиться приоритетного использования названия группы. Свою позицию, словами Дэвида Кросби, они обозначили так: «Изначально Джин собрал очень плохой коллектив и назвал The Byrds. Пускай. Джин был одним из фронтменов и писал львиную долю материала и, хотя его группа была ужасной, он вполне мог называть себя неотъемлемой частью The Byrds как любой из нас. Но когда дело касается барабанщика Майкла Кларка, не написавшего и не спевшего ни ноты, но собравшего ещё более худший ансамбль и постоянно его рекламируя как „настоящих The Byrds“, то он должен думать, что это не пройдет для него безнаказанно… Сейчас это кучка алкоголиков, пытающихся заработать на автобусный билет до дома. Они смешивают имя группы с грязью». На моральные и этические доводы МакГуинна, Хиллмана и Кросби защита Марка Кларка аргументировала тем, что Кларк «был секс символом The Byrds и его лицо помогало продавать пластинки не хуже авторского материала и вокальных гармоний остальных участников». Решение суда же было основано на более прозаических доводах — с 1984 года Майкл Кларк провел более 300 концертов как участник Byrds, не вызывая неудовольствия и исков со стороны остальных членов группы.
Так версия Byrds от Марка Кларка получила право на существование, тем более, что посреди тура, Бернала заменил Джон Йорк. Правда, в октябре 1989 года он ушел и состав сократился до квартета.
Одновременно, более преемственная версия The Byrds МакГинна, Хиллмана и Кросби приняла участие в мемориальном концерте памяти Роя Орбисона, а в августе 1990 года записала 4 новых композиции, вошедших в состав The Byrds Boxed Set.
В январе 1991 года, во многом благодаря стараниям Джина, удалось на время сгладить конфликт между участниками и The Byrds в первозданном виде выступили на церемонии введения группы в Зал Славы Рок-Н-Ролла. Но Майкл Кларк будучи пьяным, поставил под вопрос планы о воссоединении в первоначальном виде для полномасштабного турне. Смерть же Джина 24 мая 1991 года поставила точку в этом вопросе.
МакГуинн, Хиллман и Кросби продолжили заниматься своими сторонними и сольными проектами, тогда как The Byrds Майкла Кларка продолжала гастролировать, несмотря на данное ранее обещание вывести из обращения название группы. В середине 1992 года Баттин покинул коллектив, но в конце года ансамблю даже удалось выпустить альбом Eight Miles High. Сами же музыканты практически не просыхали, что закончилось более чем трагически: Майкл Кларк умер от цирроза печени 19 декабря 1993 года.

### Byrds Celebration (1994-н.в.)
Но как оказалось, на этом история эрзацев The Byrds не закончилась. Летом 1994 года Баттин и Терри Роджерс возродили состав под вывеской Byrds Celebration, дополнив состав гитаристом Скоттом Ниенхаусом и, для большей легитимности, Джином Парсонсом. Правда, по окончании первого турне Парсонс ушел в отставку и был заменен на Винни Барранко, позже замененный на Тима Политта. Баттин, последний человек, имевший хоть какое-то отношение к первому периоду существования The Byrds, ушел в 1997 году из-за проблем со здоровьем и его сменил Майкл Куртис, игравший уже в группе версии Джина Кларка. В 2002 году Кросби выкупил торговую марку The Byrds, тем не менее последние продолжают выступать вплоть до сегодняшнего дня под названием Younger Than Yesterday — A Tribute To The Byrds.

## Состав
Оригинальный состав
- Джин Кларк — вокал, перкуссия, тамбурин, губная гармоника, гитара (1964—1966, 1967, 1972—1973, 1991)
- Роджер Макгуинн — гитара, банджо, вокал (1964—1973, 1989—1991, 2000)
- Крис Хиллман — бас-гитара, мандолина, вокал (1964—1968, 1972—1973, 1991)
- Дэвид Кросби — вокал, гитара (1964—1967,1972—1973, 1989—1991, 2000)
- Майкл Кларк — ударные (1964—1967, 1972—1973, 1991)

Прочие участники
- Кевин Келли — ударные (1968)
- Грэм Парсонс — вокал, гитара, электроорган (1968)
- Кларенс Уайт — гитара, мандолина, вокал (1968—1973)
- Джин Парсонс — ударные, губная гармоника, банджо, гитара, вокал (1968—1972)
- Джон Йорк — бас-гитара, вокал (1968—1969)
- Скип Баттин — бас-гитара, вокал (1969—1973)

Временная шкала

## Дискография
| Год  | Название                    | Примечания        |  |
| ---- | --------------------------- | ----------------- |  |
| 1965 | Mr. Tambourine Man          | Студийный альбом  |  |
| 1965 | Turn! Turn! Turn!           | Студийный альбом  |  |
| 1966 | Fifth Dimension             | Студийный альбом  |  |
| 1967 | Younger Than Yesterday      | Студийный альбом  |  |
| 1968 | The Notorious Byrd Brothers | Студийный альбом  |  |
| 1968 | Sweetheart of the Rodeo     | Студийный альбом  |  |
| 1969 | Dr. Byrds & Mr. Hyde        | Студийный альбом  |  |
| 1969 | Ballad of Easy Rider        | Студийный альбом  |  |
| 1970 | (Untitled)                  | Концертный альбом |  |
| 1971 | Byrdmaniax                  | Студийный альбом  |  |
| 1971 | Farther Along               | Студийный альбом  |  |
| 1973 | Byrds                       | Студийный альбом  |  |